# Pristimantis hoogmoedi
Espèce
Pristimantis hoogmoedi est une espèce d'amphibiens de la famille des Craugastoridae.

## Répartition
Cette espèce est endémique de la péninsule de Paria dans l'État de Sucre au Venezuela. Elle se rencontre entre 650 et 1 200 m d'altitude sur le versant Sud du Cerro Humo.

## Description
La femelle holotype mesure 51,0 mm, les mâles mesurent de 27,9 à 35,5 mm et les femelles de 33,2 à 51,0 mm.

## Étymologie
Cette espèce est nommée en l'honneur de Marinus Steven Hoogmoed.

## Publication originale
- Kaiser, Barrio-Amorós, Rivas-Fuenmayor, Steinlein & Schmid, 2015 : Five new species of Pristimantis (Anura: Strabomantidae) from the coastal cloud forest of the Península de Paria, Venezuela. Journal of Threatened Taxa, vol. 7, p. 7047–7088 (texte intégral).